# 施仁
施仁，字宏济，南直隶长洲县（今江苏省苏州市）人，明朝政治人物。

## 生平
嘉靖七年（1528年）戊子科應天府鄉試舉人，曾任长洲县推官。著有《左粹类纂》。